# Loveless (альбом)
Loveless (с англ. — «Нелюбимый») — второй студийный альбом ирландской рок-группы My Bloody Valentine, выпущенный в 1991 году на лейбле Creation Records. Диск был записан в течение двух лет, в период между 1989 и 1991 годами, на девятнадцати студиях звукозаписи. Вокалист и гитарист группы Кевин Шилдс доминировал на протяжении всего творческого процесса, который давался нелегко; его целью было достичь определённого качества звучания, в связи с чем он много экспериментировал — играл на гитаре при помощи рычага тремоло, использовал лупы ударных и убирал вокал на «задний план». За время записи группа сменила большое количество звукоинженеров — их увольняли и нанимали новых, однако в итоге на буклете альбома были отмечены все, кто принимал участие в работе.
Согласно слухам, запись пластинки обошлась лейблу в 250 тысяч фунтов стерлингов, что поставило его на грань банкротства. В период работы над альбомом отношения между группой и руководством лейбла серьёзно ухудшились. После издания пластинки Creation Records расстались с группой, аргументировав это сложностью и затратностью работы с Шилдсом. Хотя Loveless не добился коммерческого успеха, он был хорошо принят критиками. Альбом считается эталоном жанра шугейзинг, он оказал большое влияние на альтернативную музыкальную сцену, став образцом и источником вдохновения для многих исполнителей. По мнению ряда критиков, Loveless — один из лучших альбомов 1990-х.
В мае 2012 года фирма Sony переиздала Loveless на двухдисковом CD, первый диск содержал ремастеринговый материал, второй — не издававшуюся ранее ½-дюймовую аналоговую ленту. Эта версия альбома попала в несколько международных чартов и получила «серебряный» сертификат от британской ассоциации звукозаписи в июле 2013 года.

## Создание
Запись альбома была запланирована на февраль 1989 года на лондонской студии Blackwing Studios (район Саутворк). Музыканты планировали за этот месяц продумать новое, более «студийное» звучание предстоящего диска. По словам Шилдса, лейбл считал, что группе по силам записать этот альбом «за пять дней»: «Когда стало ясно, что так не выйдет, они пришли в бешенство». После нескольких месяцев без серьёзных результатов группа в сентябре переехала в студию The Elephant and Wapping, где провела восемь таких же бесплодных недель. По словам звукоинженера Ника Роббинса, Шилдс сразу же заявил ему, что он здесь «только для того, чтобы нажимать на кнопки». Вскоре он был заменён на Гарольда Бергона, основным вкладом которого, по словам Шилдса, было «показать группе, как использовать компьютер в студии». Бергон и Шилдс провели три недели на студии Woodcray в Беркшире работая над мини-альбомом Glider, который Шилдс и Алан Макги (глава Creation Records) договорились выпустить в преддверии новой пластинки. Чтобы смикшировать песню «Soon» на студии Trident 2, был нанят Алан Молдер. Шилдс был впечатлён качеством его работы: «Как только мы начали работать вместе с ним, мы поняли, что хотим ещё!» — вспоминал он позже.
«Очень свободно прикрепленный рычаг тремоло на Fender Jazzmaster, открытые аккорды и несколько эффектов. Всё происходит само собой. Это действительно похоже на волшебство. Это даже скорее вдохновение, медитативное состояние, в которое я вхожу. Это для меня несёт очень эмоциональные коннотации. Мне нужно сохранять спокойствие во время игры. Я не могу это объяснить. Это магия».
Когда группа вернулась к работе над альбомом, Молдер оказался единственным звукоинженером, которому Шилдс доверял такие задачи, как передача звука с головок усилителей на микрофон; всем остальным звукоинженерам было объявлено: «У нас всё отлично получается и без вас, так что можете не приезжать в студию». Позже, Шилдс так комментировал эту ситуацию: «Эти звукоинженеры — за исключением Алана Малдера и Анджали Датта, который присоединился к процессу позднее, — были просто работниками студии… по их мнению, всё, что мы хотели делать, было неправильно». Тем не менее, впоследствии на буклете альбома нашлось место именам всех, кто принимал участие в записи — «даже тех, кто только наливал чай», как это определил Шилдс.
Весной 1990 года группа наняла Анджали Датта, чтобы заменить Молдера, который уехал работать с другими коллективами — Shakespears Sister и Ride. Датт был задействован в записи вокала и нескольких гитарных треков. В течение этого периода группа пробовала свои силы в различных студиях, часто задерживаясь в них всего на один день и затем переезжая дальше после решения, что данная студия им не подходит. В мае 1990 года музыканты остановили свой выбор на студии Protocol (район Холлоуэй), где наконец началась полноценная работа над альбомом и, параллельно, над вторым EP — Tremolo. Как и Glider, этот мини-альбом включал один трек («To Here Knows When»), который впоследствии вошёл в диск Loveless. Летом 1990 года группа сделала паузу, чтобы совершить мини-турне в поддержку Glider. Когда Молдер в августе возобновил работу с коллективом, он был поражён, насколько мало группа успела без него. К этому моменту руководство Creation Records уже выражало беспокойство возросшей стоимостью альбома. В марте 1991 года Молдер снова был вынужден оставить My Bloody Valentine — на этот раз ради работы с нойз-поп-группой The Jesus and Mary Chain.
Окончательная версия вокала записывалась на студиях Britannia Row и Protocol в период между маем и июнем 1991 года, при этом в ней впервые участвовала Билинда Бутчер. Шилдс и Бутчер повесили занавески на окне будки, где происходила работа, и общались со звуконженерами только знаками — приподнимая занавеску, чтобы помахать рукой, когда получался удачный дубль. Звукоинженер Гай Фиксен рассказывал: «Во время записи голоса они не разрешали нам слушать. Нам приходилось наблюдать за шкалой магнитофона, чтобы понять, что кто-то из них поёт. Когда шкала замирала, это было знаком, что мы должны перемотать плёнку с музыкой в начало». В большинстве случаев пара приезжала без готового текста для песни, которую собиралась записывать. Датт вспоминал: «Кевин пел трек, а затем Билинда брала плёнку и записывала слова, которые, как ей казалось, он спел».
В июле 1991 года, после неуточняемых жалоб со стороны Шилдса, Creation Records согласилось перенести запись в студию Eastcote. К тому моменту лейбл, испытывавший финансовые трудности, оказался не в состоянии оплатить счёт за пребывание группы в Britannia Row, и студия отказалась вернуть музыкантам оборудование. Датт отмечал: «Я не знаю, какой довод Кевина послужил причиной для их отъезда. Но ему пришлось самому собирать деньги, чтобы забрать инструменты». Непредсказуемое поведение Шилдса, а также постоянные задержки релиза и частая смена студий оказали существенное влияние на финансовое состояние Creation Records и эмоциональное равновесие персонала. Позже Датт признался, что несколько раз порывался покинуть проект, а второй человек в Creation, Дик Грин, и вовсе получил нервный срыв. Позже Грин вспоминал: «На этот альбом было потрачено два года, я позвонил Шилдсу в слезах и сказал: „Ты должен закончить для меня этот диск!“». Тем временем Шилдс и Бутчер взяли перерыв, так как оба жаловались на звон в ушах, и в связи с этим запись пришлось отложить ещё на несколько недель. Коллеги музыкантов предположили, что это было связано с чрезмерно громким звуком на концертах My Bloody Valentine. Шилдс назвал эти предположения «беспочвенной истерией». Несмотря на то, что Алан Макги всё ещё был полон оптимизма и верил в успех проекта, состояние 29-летнего Грина, который открывал утреннюю почту «дрожащими от страха пальцами», вызывало беспокойство его коллег. Журналист Лоуренс Верфэйлли, который был в курсе о неспособности лейбла заплатить за дополнительную аренду студии, вспоминал, что Грин поседел буквально за ночь. «Он бы не поседел, если бы не этот альбом» — отмечал Верфэйлли.
«Мы записали ударные в сентябре 89-го. Гитара была записана в декабре. Басовая линия сочинена в ... э-э ... апреле 1990-го. После этого в течение года ничего не происходило. „Так что, голосовая партия готова?“. Нет! „Есть слова?“. Нет! „Есть хотя бы название?“. Нет! Единственное, что есть — это номер песни. „Трек 12“, так её и называли. И ... я пытаюсь вспомнить ... её мелодия была готова лишь в 91-м. Вокал тоже. У нас были огромные временные разрывы. Месяцами не касались песен. Годами. Я даже забывал, какие гитарные настройки использовал».
После того как запись вокала была завершена, последовала работа над финальным миксом. К процессу был привлечён Дик Мини, работа проходила на студии Church (район Крауч-Энд) осенью 1991 года; к тому моменту это была девятнадцатая студия в длинном списке мест, где записывался Loveless. Сведение альбома производилось на стареньком компьютере, который использовался для монтирования диалогов в фильмах 1970-х годов. На этой машине альбом вышел рассинхронизированным. Шилдс смог всё восстановить из памяти компьютера, но когда наступил черёд мастеринга, к ужасу руководства Creation, весь процесс растянулся на 13 дней вместо привычного одного.
Так как группа вела себя непривычно тихо, музыкальная пресса Великобритании начала муссировать слухи вокруг предстоящего диска. Журнал Melody Maker подсчитал, что общая стоимость записи приблизилась к 250 000 фунтов. Однако Макги, Грин и Шилдс оспаривали эту информацию. Шилдс утверждал, что оценочная стоимость альбома (и предполагаемое банкротство Creation) была мифом, который подогревал сам Макги, считавший, что это «круто» для рекламы диска. Он говорил: «Сколько мы потратили, никто не знает, потому что мы не считали. Но мы сами прикинули, подсчитав, сколько стоят аренда студий и услуги инженеров. 160 тысяч фунтов были максимумом того, что мы могли потратить в реальных деньгах». Грин, напротив, утверждал, что Melody Maker недооценили стоимость альбома на 20 тысяч фунтов: «Даже после того, как всё было записано и смикшировано, сам процесс компиляции, эквалайзинга и так далее занял несколько недель». В декабре 1991 года, в одном из интервью, Шилдс заявил, что бо́льшая часть денег, которые, как предполагается, ушли на альбом, была просто «деньгами на жизнь» в течение трёх лет, а на сам альбом пришлось «всего несколько тысяч». Он также заявил, что за 2 года на запись диска пришлось только 4 месяца. Позже он говорил, что бо́льшая часть потраченных денег являлась средствами самой группы и что «Creation, видимо, потратили на него от пятнадцати до двадцати тысяч фунтов собственных денег, не больше. Они никогда не показывали нам счета, а затем их лейбл купила Sony».

## Музыка и тематика песен
Около трети текстов альбома вышли из-под пера Билинды Бутчер, бо́льшая часть музыки была сочинена и исполнена Шилдсом, который заявлял: «Фактически я единственный музыкант на всём диске, за исключением песни Кольма „Touched“». Шилдс во время записи сменил Бутчер в качестве гитариста; позже она призналась, что не возражала, так как чувствовала, что «никогда не была великим гитаристом». Бас-гитаристка Дебби Гудж не участвовала ни в одной песне, хотя и была упомянута на обложке в числе создателей. Гудж рассказывала об этом так: «По началу я приходила в студию регулярно, но через некоторое время я начала ощущать там себя лишней, поэтому я начала приходить всё меньше и меньше». Бутчер поясняла: «для Кевина было бы настоящей му́кой объяснить Дебби то, что у него в голове, так, чтобы она это правильно сыграла». «Запись этого альбома была абсолютно неколлективным процессом» — заявлял Алан Молдер, — «Кевин имел чёткое представлением о том, чего хочет добиться, но никогда не объяснял этого остальным».
Loveless, вдохновлённый концепцией «Стена звука», придуманной Филом Спектором и Брайаном Уилсоном, по большей части был записан через моно-канал: по мнению Шилдса это было важно, так как звучание альбома состояло из «одних гитарных пассажей без хоруса и эффектов модуляции». Во время записи Шилдс зачастую играл на гитаре монотонным боем одновременно задействовав рычаг тремоло — позже этот звук стал отличительной чертой My Bloody Valentine. Эта техника, названная «Glide guitar», заключалась в сгибании струн таким образом, чтобы гитара последовательно звучала мимо строя. Шилдс отмечал, что благодаря его идее использовать рычаг тремоло таким образом «люди думали, что звучат сотни гитар, хотя, на самом деле там меньше гитарных дорожек, чем на демозаписях большинства групп». Гитарист утверждал, что в отличие от других коллективов, исполнявших шугейзинг в начале 1990-х, My Bloody Valentine не использовали педали хоруса или фланжера. Он подчёркивал: «Ни в одной другой группе не играли на гитаре так, как я […], Мы делали всё исключительно с помощью тремоло». Шилдс стремился использовать «очень простые, минимальные эффекты», которые зачастую были результатом кропотливой студийной работы. Он заявлял: «У песен очень простое строение. В большинстве случаев это сделано намеренно. Таким образом можно себе позволить намного больше, когда играешься с содержанием». В интервью журналу Guitar World Шилдс описал, как он достиг звука сродни педали «wah-wah» на треке «I Only Said», играя на гитаре через усилитель с графическим эквалайзером предусилителя. После записи трека он переключил его на другую дорожку с помощью параметрического эквалайзера, поправляя уровни эквалайзера вручную. Интервьюер спросил Шилдса, мог бы он добиться такого же эффекта гораздо проще — просто используя педаль «wah-wah», на что гитарист ответил следующее: «В смысле звука — да. Но не в подходе к процессу записи».
Все барабанные партии, кроме двух, были составлены из семплов, исполненных ударником Кольмом О’Кисогом. В период работы над альбомом О’Кисог был не в лучшей форме из-за физических и личных проблем, поэтому были записаны лишь различные барабанные зарисовки, которые он смог исполнить в таком состоянии. По словам Шилдса: «Это было именно то, что Кольм сделал бы сам, ему лишь понадобилось немного больше времени для выполнения задачи». Ближе к концу записи О’Кисог был в состоянии играть на треках вживую, и вместе с ним были записаны песни «Only Shallow» и «Touched», причём последняя была сочинена и сыграна барабанщиком полностью самостоятельно. По мнению Шилдса, благодаря качеству записи слушатели не могут отличать студийные барабаны О’Кисога от лупов ударных за исключением песен, где ярко выраженный «семплированный» звук введён намеренно, как в танцевальном треке «Soon». Семплы в альбоме используются исключительно широко, и Шилдс отмечал: «Большинство семплов — это фидбэк. Экспериментируя, мы поняли, что, используя гитарный фидбэк с большим количеством дисторшна, ты можешь звучать как любой инструмент, любой, который можешь себе представить».

Вокал обрабатывался Шилдсом и Бутчер совместно, по большей части он записывался в высоких тональностях и в общем звучании занимает довольно скромное место. Иногда Шилдс пел в высоком регистре, а Бутчер в низком. По словам гитариста, из-за того, что группа потратила очень много времени на запись вокала, в итоге он «просто не мог вынести ясный вокал, когда чётко слышен голос», и по замыслу Шилдса «он должен быть больше походить на звук». Бутчер объясняла свой «мечтательный и чувственный» вокальный стиль следующим образом: «Зачастую, когда мы записывали вокал, было полвосьмого утра, обычно я к тому времени едва успевала заснуть и меня приходилось будить, чтобы я пела». Чтобы усилить этот эффект, Шилдс и о О’Кисог пробовали семплировать голос Бутчер и использовали его повторно, как инструментовку. Слоистый вокал в песне «When You Sleep» родился как жест отчаяния после множества неудачных попыток записать идеальный дубль. По словам Шилдса: «Всё звучит именно так, потому что мне надоело пытаться записать идеальный вариант вокала. Поэтому я решил просто соединить всё в одну вокальную дорожку» (песня была перепета около 13 раз). Он пояснял: 
Во время прослушивания «When You Sleep» создаётся впечатление, что я пою вместе с Билиндой, но там звучит только мой голос — в замедленном и ускоренном темпе одновременно. Некоторые песни мы перепевали по нескольку раз, пока нам не надоедало — обычно от 12 до 18 дублей. Однажды, я начал перебирать эти записи, и это выносило мне мозг, так что я взял и запустил их всех вместе, и получилось очень хорошо – как будто звучит один, необычный, ни на что не похожий голос.
Тексты песен намеренно делались как можно более «непонятными»; Шилдс шутил, что подумывал ввести рейтинг точности для разных попыток расшифровки текстов на форуме веб-сайта группы. По его словам, Бутчер «потратила на тексты гораздо больше времени, нежели когда-либо в других случаях на сочинение музыки». Зачастую лирика создавалась глубокой ночью во время сессий, длившихся по восемь-десять часов, накануне дня, когда Шилдс и Бутчер должны были приступить к записи вокала. Они очень старались, чтобы тексты не получились скучными, хотя фактически в них вносилось лишь немного исправлений; по мнению Шилдса, «нет ничего хуже, чем песня с плохим текстом». Тем не менее, когда Дэвид Кэвэнэг из журнала Select настойчиво попросил Билинду раскрыть смысл хотя бы первой строчки песни «Loomer», она отказалась это делать, а Шилдс заявил, что «понятия не имеет», о чём она поёт.

## Продажи и турне
Альбом был выпущен 4 ноября 1991 года без особой рекламы. Шилдс хвастался: «В половине случаев мы знаем больше, о том как работает звукозаписывающая индустрия, нежели наша звукозаписывающая компания. Серьёзно. Я не шучу». Зимой группа отправилась гастролировать по Европе — это турне музыкальный критик Дэвид Кавана описывал как «уникальную главу в истории живой музыки». Шилдс пригласил американскую флейтистку Анну Квимби для воссоздания более высоких тональностей альбома. По словам друга гитариста: «Она была одета в мини-юбку, чёрные колготки … такая миниатюрная инди-девушка. Но когда она начинала дуть в флейту… это звучало, как грёбаный Вудсток». Редактор журнала NME Дэнни Келли, присутствовавший на одном из концертов, описал его так: «Это было скорее пыткой, нежели развлечением: у меня с собой было полпинты светлого пива; когда они сыграли первую ноту, это было настолько громко, что стакан вылетел у меня из рук». Весной последовал тур по США, во время которого Шилдс и Бутчер испытывали слушателей на способность выдержать большой объём громкого шума. Музыкальный критик Марк Кемп отзывался об этом турне словами: «Через тридцать секунд вы чувствуете приток адреналина, люди кричат и трясут кулаками. Через минуту вы недоумеваете, что происходит. Ещё через минуту — полная потеря ориентации. Шум начинает причинять боль. Шум продолжается. Через три минуты вы начинаете делать глубокие вдохи. Через четыре минуты на вас снисходит покой». Во время гастролей музыкальная пресса обвинила группу в «преступной халатности» — журналисты возмущались длинным отрезком очень громкого звука во время песни «You Made Me Realise», описывая его как «Холокост». В декабре 2000 года журнал Mojo поставил это турне на второе место среди самых громких гастролей в истории музыки.
Первоначально издатели диска были довольны конечным результатом, которому способствовали хвалебные статьи в прессе, однако вскоре лейбл понял, что, выражаясь словами специалиста по рекламе Джеймса Килло, хотя «это была отличная запись, и мы были рады иметь в своём активе такой альбом… он не звучал как продукт, который вернёт все деньги, которые были на него потрачены». Алану Макги понравился диск, но он сетовал: «Было совершенно ясно, что мы не можем себе позволить повторить это снова, но никто не давал гарантию, что Шилдс не будет вести себя таким же образом и в следующий раз. Мы нахлебались этого сполна. Мы умывали руки». Несмотря на острую нехватку денег, Creation профинансировали небольшой тур по Северной Англии в конце 1991 года. При этом музыканты ещё и осложняли маркетинг диска — не желая выпускать синглы, они к тому же запретили размещать на обложке записи название группы. Макги был эмоционально истощён и полностью разочарован. Он вспоминал: «Я думал:… Я обанкротился ради вас. Если этот диск провалится, получится, что я украл отцовские деньги. А им… было наплевать на чужие проблемы». Макги расторг контракт с My Bloody Valentine вскоре после выхода альбома, поскольку не был готов больше работать с Шилдсом; «В данной ситуации выбор стоял — он либо я» — заявил он в интервью 2004 году. Loveless поднялся до 24-й строчки в чарте Великобритании и вовсе не попал в хит-парады США, где его распространяла фирма Sire Records. В 2003 году Rolling Stone оценил продажи альбома в 225 тысяч экземпляров.

## Выпуск и отзывы
| Оценки критиков      | Оценки критиков |
| Источник             | Оценка          |
| -------------------- | --------------- |
| AllMusic             | [ 63 ]          |
| Chicago Tribune      | [ 64 ]          |
| Drowned in Sound     | [ 65 ]          |
| Entertainment Weekly | A               |
| NME                  | [ 67 ]          |
| Piero Scaruffi       | [ 68 ]          |
| Pitchfork Media      | [ 69 ]          |
| Q                    | [ 70 ]          |
| Rolling Stone        | [ 71 ]          |
| Select               | [ 72 ]          |
| The Village Voice    | A–              |

Хотя Шилдс опасался, что рецензии в прессе будут разгромными, отзывы об альбоме оказались почти единодушно положительными. «Ни с чем не сравнимый альбом» — писал в своей статье Эндрю Перри из Select, — «Его творческое влияние не поддаётся осмыслению. „To Here Knows When“, пожалуй, самый странный трек из одиннадцати, его великолепный дисторшн ясно даёт понять, чего ожидать дальше — неожиданностей. Всё, что вы слышите, разрушает ваши представления о том, как поп-песни должны исполняться, аранжироваться и продюсироваться». «Особенно поражает инструментальная „Touched“» — отметил Мартин Астон из журнала Q — «она подобна пьяной драке между приторным саундтреком Диснея и восточной мантрой. В целом, Loveless — это практически полное переосмысление гитары».
Журнал NME поставил альбому восемь баллов из десяти. Автор статьи — Деле Фэйдел — назвал My Bloody Valentine образцом шугейзинга, отмечая: «Можно было бы ожидать, что это ирландско-британское содружество превратится в самопародию […] Но нет, они выпустили Loveless, как серебряную пулю в будущее, бросая вызов любому желающему попробовать повторить эту смесь настроений, чувств, эмоций, стилей — и, конечно, новизны». Хотя Фэйдела огорчил отход группы от присущих ей танцевальных ритмов и басовых секций в стиле регги, он заключил: «Loveless поднимает планку, и какой бы упаднической ни казалась идея приравнять других людей к божествам, My Bloody Valentine, при всех их недостатках, заслуживают гораздо большего, чем простого уважения».
По словам рецензента издания Melody Maker Саймона Рейнольдса, Loveless снова доказал, «какой уникальной, не имеющей соперников группой являются MBV». Он заявил: «Наряду с Yerself Is Steam группы Mercury Rev, Loveless — самая нестандартная, самая глубокая, самая выдающаяся рок-запись 91 года». В качестве единственного замечания журналист указал, что, хотя My Bloody Valentine «довели до совершенства» уже продемонстрированные возможности, они не совершили «скачка на совершенно новый уровень». Журнал Rolling Stone поставил альбому четыре звезды из пяти. В статье, которая также была посвящена новом записям групп Chapterhouse и Velvet Crush, рецензент Айра Роббинс писал: «Несмотря на потрясающую способность пластинки дезориентировать — с этим материалом трудно удержаться и не „крутить ручку настройки“ — общий эффект, как ни странно, поднимает настроение. Loveless сочится звуковым бальзамом, который сперва обволакивает вас, а затем мягко обращает в пыль безумный стресс жизни». Отличным от остальных был обзор журнала Spin, где рецензент Джим Грир дал альбому неоднозначную оценку: песни показались ему «стандартными и тусклыми», и в качестве вывода он писал: «Искажение музыки — классная идея… я рекомендую альбом к прослушиванию, но не ради вокала или текстов».
„Loveless“ — это не просто неотъемлемая часть альтернативного рока, а еще и один из лучших альбомов 1990-х. Он похож на всепоглощающий выход из тела, это трансцендентальная красота! Переосмысленный им звук, текстура и атмосфера рока и сейчас звучат так же радикально, как и в 1991 году. [...] „Loveless“ — это классика, породившая множество плагиаторов и ноль равных себе.
В ретроспективном обзоре Би-би-си Иэн Уэйд назвал Loveless альбомом, «который вознёс MBV в пантеон великих» и «в идеальном мире должен был соперничать с „Pet Sounds“ и „OK Computer“ в рейтингах величайших записей всех времён». Автор продолжал: «Несмотря на обилие окружающих пластинку городских легенд — её записывали в палатке под одеялами, музыканты увлеклись хип-хопом, вся группа сошла с ума в той или иной степени — он по прежнему звучит невероятно. Слои гитарного звука и нойза скрывают под собой содержание „песен“... [Однако] В контексте „Loveless“ это по-своему логично — как один долгий, неясный сон с почти симфоническими уровнями шума». В заключение Уэйд назвал запись "великолепным шедевром". Журнал NME включил рецензию на Loveless в специальный выпуск, посвящённый 60 «наиболее важным» альбомам, вышедшим за годы существования журнала. Рецензент NME Алан Вудхаус назвал лонгплей по праву занимающим место в ряду самых известных и почитаемых в мире альбомов, что «весьма отрадно, учитывая его рождение в творческих муках. […] Несмотря на все обиды и вопреки ожиданиям, MBV создали нечто поистине замечательное. Опасения о том, что они переборщат, оказались напрасными, и результат оправдал ожидание». Вудхаус откликается на намёки Шилдса о том, что через 21 год после оригинального альбома обязательно последует продолжение: «Можно понять, что так много времени ушло, чтобы соорудить нечто, по уровню соответствующее этому грандиозному достижению». Скотт Тилл с портала Wired отмечал, что в 1991 году Loveless пришлось бороться за внимание публики, оказавшись в тени таких гигантов, как Nirvana и Pearl Jam, но два десятилетия спустя «дерзкие атмосферные эффекты и эксперименты с тремоло влияют на музыкальный мир с небывалой силой». Тилл цитирует слова Кевина Шилдса о том, что сразу появления альбома лишь немногие обратили пристальное внимание на его революционность, и заключает, что он сохранил её до сих пор. Рецензент оценивает Loveless как «самый оригинальный альбом девяностых, а возможно, и нулевых», поскольку лишь немногие пластинки, вышедшие с «эпохального» 1991 года, звучали столь необычно и так разительно отличались от мейнстрима. Тилл отмечает, что оригинальность альбома особенно очевидна для других музыкальных новаторов — реверансы в его сторону можно найти у Брайана Ино, Роберта Смита и U2, а его влияние он наблюдает в музыке таких «эталонных» исполнителей, как Radiohead, Nine Inch Nails, Smashing Pumpkins и Phish, а также новых групп — Mogwai, Deerhunter и Ringo Deathstarr. «Даже если MBV не выпустит больше ни одного альбома, место группе в музыкальном пантеоне обеспечено» — подытожил автор.

### Признание

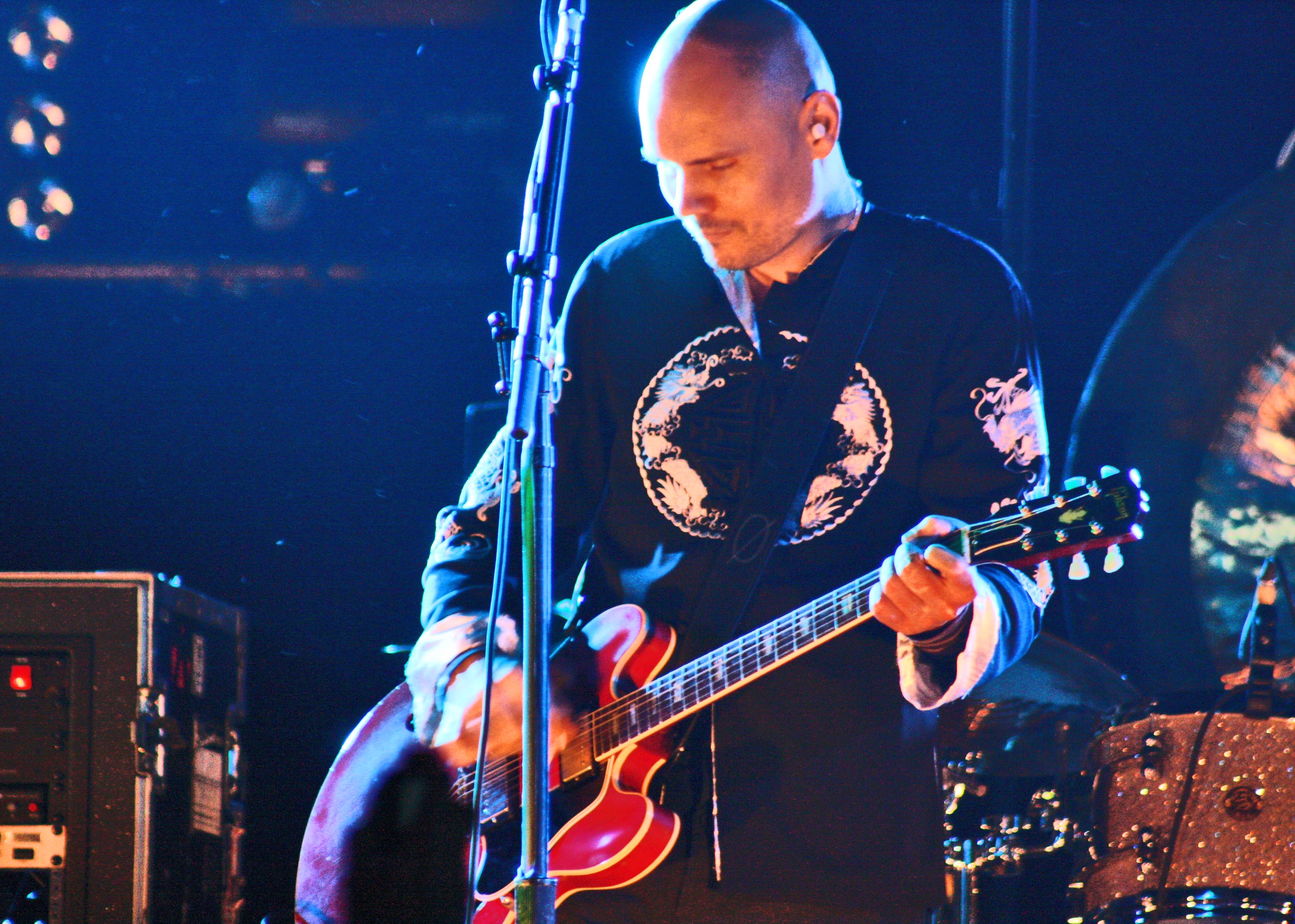
Музыка My Bloody Valentine повлияла на Билли Коргана из группы The Smashing Pumpkins, чей дебютный альбом Gish (1991) объединял элементы шугейзинга

Впоследствии многие музыкальные издания отмечали Loveless в числе лучших рок-записей всех времён, пластинка имеет одни из самых высоких рейтингов среди альбомов, записанных в 1990-е годы. В 1991 году альбом занял 14-е место в ежегодном опросе газеты Village Voice Pazz & Jop. В 1999 году музыкальный портал Pitchfork Media назвал Loveless лучшим альбомом 1990-х годов; в обновлённом списке 2003 года он уступил первое место пластинке OK Computer группы Radiohead, заняв 2-ю позицию. В том же году журнал Rolling Stone поставил Loveless на 219-е место в своём списке «500 величайших альбомов всех времен». В 2013 году в аналогичном рейтинге журнала NME альбому присудили 18-е место.
В 2004 году газета The Observer поставила его на 20-ю строчку в рейтинге «100 величайших британских альбомов», назвав его «последним величайшим экстремальным рок-альбомом». В списке журнала Spin «100 величайших альбомов 1985—2005» Loveless занял 22-е место; редактор журнала Чак Клостерман писал: «Loveless — это памятник студийной работе и несгибаемого перфекционизма, это слоистый, перевёрнутый с ног на голову музыкальный пласт, в котором резкие звуки становятся мягкими, а мимолётные мгновения длятся вечность». В 1999 году музыкальный журналист Нед Рэггетт поставил этот альбом на верхнюю строчку в своём списке «136, или около того, лучших альбомов девяностых». В 2008 году Loveless занял 1-е место в опросе газеты The Irish Times «40 лучших ирландских альбомов всех времён», в котором участвовали музыкальные критики издания, а в 2013 году третье место в списке «30 лучших ирландских альбомов всех времён» газеты Irish Independent‍. В 2010 году диск занял 30-е место в опросе «100 лучших альбомов за последние 25 лет» по версии читателей журнала Q. Годом позже он отметился на 11-й строчке списка «100 лучших альбомов 1990-х» издания Slant Magazine. В 2014 году Loveless попал на 9-ю позицию в рейтинге «10 самых недооценённых альбомов альтернативного рока 90-х» составленного изданием Alternative Nation. В 2016 году портал Pitchfork Media присудил Loveless 1-е место в рейтинге «50 лучших шугейзинг-альбомов всех времён». В 2021 году Джордан Поттер из онлайн-издания Far Out Magazine назвал Loveless лучшим альбомом 1991 года, в статье посвящённой лучшим записям 1990-х. Годом позже редакция журнала Pitchfork отметила пластинку на 1-м месте списка «150 лучших альбомов 1990-х».

## Наследие
«Начиная от битнотических ударных, глухого вокала, утрированного шума и сексуального напряжения и заканчивая абстрактными лупами и на удивление танцевальными трансами, запись по-новому соединила звуковые тропы поп-музыки, рока и панка, обретая статус культурного раритета: узнаваемый, выразительно уникальный альбом со множеством предшественников — среди прочих, The Beatles, Dinosaur Jr., Sonic Youth — но совсем немногочисленными конкурентами».
Несмотря на то, что благодаря положительным отзывам о Loveless группе предрекали «прорыв к массовой аудитории», My Bloody Valentine сделали всего несколько записей за два последующих десятилетия — кавер-версию «We Have All the Time in the World» из фильма об Агенте 007 «На секретной службе Её Величества» для благотворительного сборника, а также ещё один кавер — на песню «Map Ref. 41 Degrees N 93 Degrees W» группы Wire для трибьют-альбома Whore: Tribute to Wire. Не сумев закончить третью пластинку MBV, Шилдс начал вести затворнический образ жизни и, по его словам, «медленно сходил с ума». В музыкальной прессе его сравнивали с другими музыкантами, отличавшимися таким же странным поведением — Брайаном Уилсоном (Beach Boys) и Сидом Барреттом (Pink Floyd). После выпуска Loveless группа фактически не функционировала, после периода бездействия остальные участники пошли собственными творческими путями: Бутчер спела на сингле группы Collapsed Lung «Board Game» (1996 год), а также на двух треках — «Ballad Night» и «Casino Kisschase» — из их альбома Cooler того же года, Гудж подрабатывала таксистом в Лондоне, а в 1996 году сформировала супергруппу Snowpony, О’Кисог присоединился к коллективу Hope Sandoval & the Warm Inventions, а сам Шилдс, не публикуя нового материала, сотрудничал с коллегами по альтернативной сцене — Yo La Tengo, Primal Scream, Dinosaur Jr. и Placebo — и инди-дуэтом Joy Zipper.
Появлялась информация, что Шилдс записал два альбома с новым материалом в своей домашней студии, но они так и не были выпущены. По данным источников, один из них был создан под влиянием джангла. Впоследствии Шилдс подтвердил эти слухи — по крайней мере на один полноценный альбом материала хватило бы, но в итоге музыкант всё забросил. Шилдс так комментировал эту ситуацию: «У нас было наполовину готового материала на целый альбом, и в итоге мы весь его забросили, но он этого и заслуживал. Он получился „мёртвым“. Не было в нём той души, той жизни». Позже он отмечал: «Я просто перестал делать собственные записи и, полагаю, это должно выглядеть странным со стороны. „С чего бы тебе так поступать?“ Ответ прост — это был не тот уровень. А я всегда обещал себе, что никогда так не сделаю, не выпущу диск ниже качеством». Тем не менее, спустя годы в интервью журналу Magnet Шилдс заявил, что полностью уверен, что MBV запишут ещё один альбом, «если не умрём или что-то в этом роде», а редкое появление нового материала объяснил отсутствием вдохновения. В конечном счёте третий альбом группы был выпущен в 2013 году, спустя 22 года после Loveless, получив название по аббревиатуре первых трёх букв коллектива — m b v.
«Самая аморфная мелодия, когда-либо становившаяся хитом. Если бы она принадлежала Стивену Райху или Гленну Бранке, она бы несомненно получила несколько наград от классического музыкального истеблишмента».
По прошествии времени влияние Loveless возрастало, он стал источником вдохновения для широкого спектра музыкантов. Музыкальный критик Джим Дерогатис написал в своей книге Turn On Your Mind: Four Decades of Great Psychedelic Rock: «Новаторское звучание этого уникального диска сделало группу одним из самых влиятельных и вдохновляющих коллективов со времён The Velvet Underground». Продюсер Брайан Ино в своём отзыве выделил композицию «Soon», которая по его словам создала новый стандарт для поп-музыки: «Это самая аморфная мелодия, когда-либо становившаяся хитом». Роберт Смит из The Cure ознакомился с Loveless после периода, когда он слушал исключительно «диско или ирландские коллективы наподобие The Dubliners» — лишь бы не современный ему рок. Смит отмечал, что My Bloody Valentine была первой группой из услышанных им, которой было «плевать на всех нас», а Loveless называл одной из трёх своих любимых записей: «Так звучит человек, одержимый идеей до беспамятства. А то, что они потратили столько времени и денег на эту запись, просто замечательно». Лидер группы The Smashing Pumpkins Билли Корган в интервью журналу Spin подчеркнул, что новинки в гитарной музыке — большая редкость, и после выхода Loveless никто не мог понять, «как они это делают», хотя на самом деле всё было намного проще, чем казалось. Спустя несколько лет Корган позвал Алана Молдера продюсировать его альбом Mellon Collie and the Infinite Sadness (1995). Фронтмен группы Nine Inch Nails Трент Резнор высоко оценил музыкальную разнородность альбома и качество продюсирования, также выразив желание поработать с Молдером на третьем студийном альбоме своей группы — The Fragile. По мнению Трея Анастасио из коллектива Phish, Loveless был лучшим альбом, записанным в 1990-е годы, и он даже хотел, чтобы его группа сыграла этот альбом от начала до конца на своём хеллоуинском концерте. Роберт Поллард из инди-рок-группы Guided by Voices тоже отмечал Loveless в качестве источника вдохновения для своей музыки: «Иногда, когда я хочу сочинить текст, я слушаю этот альбом. Благодаря тому, как вокал отодвинут на задний план, эти песни можно слушать почти как инструментальные пьесы». Кроме того, по словам критиков, Loveless оказал значительное влияние на музыку британской группы Radiohead, особенно в отношении текстурного гитарного звучания. В 2007 году инструментальная группа Japancakes выпустила кавер-версию альбома Loveless, заменив вокал и дисторшн на чистый звук. В 2013 году лонгплей был перезаписан ещё раз — исключительно японскими музыкантами; этот проект получил название Yellow Loveless.
В 2014 году во время интервью к фильму «Красивый шум» (посвящённого истории развития шугейз-сцены первого поколения — восьмидесятых и девяностых годов) Алан Макги довольно резко высказался об альбоме, заявив: «Люди говорили о нём так, как будто это была 7-я или 8-я симфония Бетховена. Нет. Просто какой-то парень не мог закончить запись за три года … „Loveless“, чертовски переоценён, просто охеренно».

## Список композиций
Слова и музыка всех песен — Кевин Шилдс, за исключением отмеченных.
| №                   | Название             | Автор(ы)                    | Длительность |
| ------------------- | -------------------- | --------------------------- | ------------ |
| 1.                  | «Only Shallow»       | Билинда Бутчер, Кевин Шилдс | 4:17         |
| 2.                  | «Loomer»             | Бутчер, Шилдс               | 2:38         |
| 3.                  | «Touched»            | Кольм О’Кисог               | 0:56         |
| 4.                  | «To Here Knows When» | Бутчер, Шилдс               | 5:31         |
| 5.                  | «When You Sleep»     |                             | 4:11         |
| 6.                  | «I Only Said»        |                             | 5:34         |
| 7.                  | «Come In Alone»      |                             | 3:58         |
| 8.                  | «Sometimes»          |                             | 5:19         |
| 9.                  | «Blown a Wish»       | Бутчер, Шилдс               | 3:36         |
| 10.                 | «What You Want»      |                             | 5:33         |
| 11.                 | «Soon»               |                             | 6:58         |
| Общая длительность: | Общая длительность:  | Общая длительность:         | 48:31        |

## Переиздание
Изначально, слухи о переиздании материала My Bloody Valentine появились в прессе в апреле 2008 года. После публикации на веб-сайте HMV Japan СМИ сообщили, что планируется ограниченное издание бокс-сета из пяти дисков, содержащее обновленные версии Isn’t Anything, Loveless, сборник EP группы, сборник неизданных песен и DVD, с предварительной датой релиза — 25 июня 2008 года. Информация о переиздание также была опубликована на сайте Amazon UK, под названием Complete Box с ожидаемой датой выхода 7 июля 2008 года. В статье, опубликованной в The Guardian в мае 2008 года, журналист Шон О’Хаган, близкий друг Кевина Шилдса, прокомментировал слухи, сказав: «Представитель Sony (фирмы которая владеет правами на каталог группы) отправил мне письмо по электронной почте, с просьбой написать комментарии для запланированного бокс-сета My Bloody Valentine, в которые были включены ремастеринговые версии „Isn’t Anything“ и „Loveless“, а также все песни из их мини-альбомов и несколько невыпущенных треков. На следующую неделю было запланировано интервью, требовалось лишь одобрение Шилдсом обложки издания. [...] Однако, выпуск бокс-сета был отложен на неопределенный срок». В июне 2008 года в сеть попали промо-копии частично ремастеризованных изданий Isn’t Anything и Loveless, тем не менее, полноценное переиздание и весь материал упомянутый Хоганом так и не был выпущен.
| Совокупная оценка | Совокупная оценка |
| Источник          | Оценка            |
| ----------------- | ----------------- |
| Metacritic        | 93/100            |
| Оценки критиков   |                   |
| Источник          | Оценка            |
| Clash Music       | [ 117 ]           |
| Drowned in Sound  | [ 118 ]           |
| Independent       | [ 119 ]           |
| Q                 | [ 116 ]           |
| Uncut             | [ 116 ]           |

7 мая 2012 года фирма Sony выпустила переиздание альбома на двухдисковом CD, первый диск содержал ремастеринговый материал, второй — не издававшуюся ранее ½-дюймовую аналоговую ленту, треклист обоих дисков был идентичен оригинальному альбому. Как и оригинальная запись новый релиз получил крайне высокие оценки в прессе, так, его рейтинг на сайте Metacritic составляет 93 %. Обозреватель портала Pitchfork Media поставил лонгплею высший балл, написав: «Ремастеры My Bloody Valentine переносились так много раз, что это уже превратилось в шутку. […] Самое главное, что они существуют и, вероятно, звучат как и предполагалось [оригинальному диску]. Как группа и как идея, My Bloody Valentine отстаивают многие вещи: звуковой перфекционизм, непомерные амбиции, эксцесс. Но качество, которое они воплощают это, прежде всего, терпение. Они заставляют нас ждать — свои блестящие альбомы, ремастеры этих блестящих альбомов, для того, чтобы аккорд Ре наконец то прозвучал в расширенной концертной версии „You Made Me Realise“. Некоторые группы выкладывают вам всё, когда вы этого захотите; в случае с My Bloody Valentine вы должны быть готовы, и испытать их музыку на их условиях. Но предъявляемые требования, не исключают щедрости. В действительности, они вознаграждают ваш энтузиазм с торицей». Рецензент журнала Drowned in Sound также присудил переизданию высшую оценку, при этом отметив, что его аналоговая версия звучит почти идентично первому диску. В первой части статьи автор отметил легендарный статус записи, подытожив: Естественно у «Loveless» есть свои шероховатости. «Touched» похож на курьёз вялых синтезаторов и ноющих гитар. «Sometimes» волочится со своим невнятным фуззом. [...] Но, для записи, в которой столько тяжёлого труда было потрачено на смягчении её острых углов, именно, они делают «Loveless» настолько покоряющий. Утверждения, что My Bloody Valentine бросились в погоню за совершенством и добились его, являются фундаментальным недопонимания этой грандиозной группы этой группы. Именно их недостатки делают My Bloody Valentine настолько необыкновенными. В свою очередь, редакция газеты Independent оценила переиздание в 6 баллов из 10, подчеркнув, что Loveless лучше их трёх переизданий того года, в сравнении с дебютной пластинкой группы — «Isn’t Anything» и двухдисковым сборником мини-альбомов и неиздававшегося материала.
Тем не менее, целесообразность переиздания альбома вызвала нарекания у некоторых рецензентов. Так, Марк Хоган из журнала Spin писал, что новую версия годится для ознакомления, если вы не слушали оригинальный релиз, так как «здесь есть небольшие улучшения. Но они не сразу бросаются в глаза или не играют большой роли». Автор отмечал: «По сравнению со старым компакт-диском [выпущенным на лейбле] Sire, первый диск переиздания устраняет шипение и, несомненно, звучит громче. Но опять же, похоже, это те же самые треки, с которыми пресса могла ознакомиться на промо-копиях отменённого переиздания 2008 года. Второй набор ремастеров [аналоговых], с ленты, выпуск которой был под вопросом из-за проблем с лейблом, немного более откровенный, так как возвращает аналоговое шипение из старой копии компакт-диска и заметно изменяет все звуки тонким, но реальным образом. Нельзя с уверенностью сказать в чём тут дело, но существуют небольшие различия. Правда, есть загвоздка: мы обсуждаем тонкости аналогового ремастеринга, который мы будем слушать только в цифровом, потоковое аудио формате. […] Преобразование аналога обратно в цифровой, потоковый формат на наших компьютерах, кажется парадоксом, а не перфекционизмом».

Сам Шилдс так комментировал причину переиздания: 
Техническая причина ценности ремастеринга, заключается в том, что до конца 1990-х годов имелась ограничительная [звуковая] точка именуемая нулём, и вы не могли получить звук мощнее этого значения. „Loveless“ имеет очень широкий динамический диапазон — в нём нет сжатия по всем звуковым дорожкам. Из-за этого, это очень тихий альбом; большая его часть звучит около четырех или пяти дБ ниже нуля, а большинство современных альбомов — около шести или семи выше нуля. Это огромная разница в объеме, потому что каждые три дБ воспринимаются вдвое громче. [...] Люди просто должны включить диск, если они хотят услышать громкий „Loveless“. Первый диск звучит так же как оригинал, с доведённым до нулевой отметки звуком, без цифровых ограничений, которые, по сути, убирают все острые биты [...] и вы не слышите столько, сколько чувствуете подсознательно. [...] И так как звук возвращен к нулю, это означает, что ваш проигрыватель будет в состоянии обработать его немного лучше, чтобы эти звуки... «лучше» не правильное слово, ощущались по-другому. [...] Оригинальный „Loveless“ базировался на цифровой ленте, потому что она была намного ближе к желаемому мной результату, в свою очередь, аналоговый вариант был слегка кривоватым — процесс нанесения его на ленту расширил стереоизображение, сделав верхнюю и нижнюю частоты слишком громкими, поэтому гитара звучала некорректно. Я был недоволен этим, и не стал использовать аналоговый материал. Но на этот раз у меня было время исправить, то что мне не нравилось, поэтому всё, что я оставил было, по сути, преимуществами аналоговой ленты — без недостатков. Некоторые не слышат разницу [ремастеров]. Но для тех, кто немного в этом разбирается, я могу пообещать, [...] у вас будут разные чувства [при прослушивании] этих версий.
В 2017 году My Bloody Valentine объявили, что в январе следующего года будет выпущено переиздание первых двух альбомов коллектива на 180-граммовом виниле. Прежде, Шилдс неоднократно жаловался в интервью, что аналогичное переиздание Loveless 2003 года на грампластинках, было просто «скопировано с компакт-диска», тем самым намекая на плохое качество звучания материала.

## Участники записи
В создании альбома приняли участие:
| My Bloody Valentine - Кольм О’Кисог — ударные, семплер - Билинда Бутчер — вокал, гитара - Дебби Гудж — бас-гитара - Кевин Шилдс — гитара, вокал, семплер, клавишные Продюсирование и микширование - Кевин Шилдс — все песни за исключением трека #3 - Кольм О’Кисог — трек #3 | Студийный персонал - My Bloody Valentine — концепция обложки - Ангус Кэмерон — фотографии - Энн-Мари Шилдс — коорданатор |

Звукоинженеры и ассистенты
- Алан Молдер
- Кевин Шилдс
- Кольм О’Кисог
- Дик Мини
- Анджали Датт
- Гай Фиксен[англ.]
- Харольд Барджон
- Ник Роббинс
- Инго Ваук
- Энди Уилкинсон
- Даррен Эллисон[англ.]
- Ник Эддисон
- Чарльз Стил
- Тони Фэлтер
- Хью Прайс
- Эдриан Башби
- Паскаль Джиоветто
- Ник Сэведж

## Позиции в чартах и сертификация
| Чарт (1991)                              | Высшая позиция |
| ---------------------------------------- | -------------- |
| Великобритания                           | 24             |
| Чарт (2012)                              | Высшая позиция |
| Бельгия (Валлония)                       | 188            |
| Бельгия (Фландрия)                       | 154            |
| Ирландия                                 | 29             |
| Южная Корея (Album Chart)                | 43             |
| Южная Корея (International Albums Chart) | 7              |
| Япония                                   | 18             |

| Страна         | Статус     | Тираж  |
| -------------- | ---------- | ------ |
| Великобритания | серебряный | 60,000 |